# Меркушина, Ирина Владимировна
Ирина Владимировна Мерку́шина (в девичестве — Корчагина; укр. Ірина Володимирівна Меркушина; род. 8 марта 1968, Смышляевка, Куйбышевская область) — советская и украинская биатлонистка, серебряный призёр чемпионата мира (2003), двукратный бронзовый призёр чемпионатов Европы, участница Кубка мира, бронзовый призёр чемпионата СССР. Мастер спорта Украины международного класса. Заслуженный тренер Украины. Старший преподаватель кафедры спорта Западноукраинского национального университета, тренер-преподаватель по биатлону ФСТ «Динамо».

## Биография
Ирина Владимировна Корчагина родилась 8 марта 1968 года в рабочем посёлке Смышляевка  Смышляевского поссовета Волжского района Куйбышевской области, ныне  посёлок городского типа — административный центр городского поселения Смышляевка Волжского района Самарской области.
В детстве с родителями переехала в город Курган, где окончила школу. Окончила Омский государственный институт физической культуры, в нём начала заниматься биатлоном. Выступала за спортивные общества «Спартак» (1979–1985), «Буревесник» (1985–1988) и «Динамо» (с 1989). 
В 1986 году выполнила норматив мастера спорта СССР. В конце 1980-х годов перебралась на Украину в город Сумы и стала представлять его на соревнованиях по биатлону, позднее переехала во Львов. Тренеры — Михаил Петрович Крутиков (в Омске), Игорь Аркадьевич Бушмилёв, Роман Романович Боднарук (в Сумах), также тренировалась под руководством своего мужа Олега Меркушина.
В 1989 году стала участницей зимней Универсиады в Софии. В личных видах на пьедестал не попадала, а в эстафете сборная СССР выиграла золотые медали.
На Спартакиаде народов СССР 1990 года, проходившей в Тысовце и имевшей статус чемпионата СССР, стала бронзовым призёром в эстафете в составе сборной Украинской ССР. В личных видах лучшим результатом стало пятое место.
С 1992 года выступала за сборную Украины. На Кубке мира дебютировала в сезоне 1992/93. В том сезоне на этапе в Эстерсунде показала лучший результат в карьере — седьмое место в индивидуальной гонке, ещё раз финишировала седьмой в сезоне 1999/00 в спринте на этапе в Оберхофе. Трижды становилась призёром этапов в эстафетах.
Участвовала в четырёх чемпионатах мира — в 1993, 1997, 2000 и 2003 годах. В личных видах лучшим результатом стало 31-е место в спринте на чемпионате мира 1997 года в Осрбли. На чемпионате мира 2003 года в Ханты-Мансийске стала серебряным призёром в эстафете в составе сборной Украины вместе с Оксаной Хвостенко, Оксаной Яковлевой и Еленой Петровой.
В 1998 году участвовала в Олимпийских играх в Нагано, стартовала только в одной дисциплине, спринте, где пришла к финишу 49-й среди 64 участниц.
Принимала участие в трёх чемпионатах Европы, в 2001, 2002 и 2003 годах. Дважды, в 2001 и 2002 годах, становилась бронзовым призёром в эстафетах. Лучший результат в личных гонках чемпионата Европы — седьмое место в спринте в 2002 году.
В 1999 году стала бронзовым призёром чемпионата мира по летнему биатлону в эстафете.
По окончании сезона 2003/04 объявила об окончании спортивной карьеры. 
В 2007—2010 годах работала тренером по биатлону во Львове.
С 2010 года работает в Тернополе. Старший преподаватель кафедры спорта Западноукраинского национального университета (до 25 августа 2020 — Тернопольский национальный экономический университет), тренер-преподаватель по биатлону физкультурно-спортивного товарищества «Динамо».

### Результаты в общем зачёте Кубка мира
- 1992/93 — … (36 очков)
- 1993/94 — … (3 очка)
- 1994/95 — не выступала
- 1995/96 — очков не набирала
- 1996/97 — 56-е место (23 очка)
- 1997/98 — 68-е место (10 очков)
- 1998/99 — не выступала
- 1999/00 — 50-е место (19 очков)
- 2000/01 — 60-е место (23 очка)
- 2001/02 — 83-е место (2 очка)
- 2002/03 — очков не набирала
- 2003/04 — очков не набирала

## Награды и звания
- Мастер спорта Украины международного класса[5].
- Заслуженный тренер Украины[6].
- Грамота Тернопольской областной государственной администрации, 2014[7][8]

## Личная жизнь
Вышла замуж в середине 1990-х годов, супруг — Олег Меркушин, тренер по биатлону. Старшая дочь, Анастасия (род. 1995), также занимается биатлоном и выступает за сборную Украины. Есть младшая дочь Александра (род. 2005).